# 上里奧森格爾
45°1′S 70°49′W / 45.017°S 70.817°W
上里奧森格爾（西班牙語：Alto Río Senguer），是阿根廷的城鎮，位於該國中部丘布特省，是里奧森格爾縣的首府，處於森格爾河上游北岸，海拔高度715米，主要經濟活動是畜牧業，2010年人口1,693。